# Acmopolynema helavai
Acmopolynema helavai är en stekelart som beskrevs av Yoshimoto 1990. Acmopolynema helavai ingår i släktet Acmopolynema och familjen dvärgsteklar.
Artens utbredningsområde är:
- Costa Rica.
- Ecuador.
- Panama.

Inga underarter finns listade i Catalogue of Life.